# ۲٬۳-دی هیدروتیپین
۲٬۳-دی هیدروتیپین (به انگلیسی: 2,3-Dihydrothiepine) با فرمول شیمیایی C6H8S یک ترکیب شیمیایی با شناسه پاب‌کم 442756 است. که جرم مولی آن ۱۱۲٫۱۹ گرم بر مول می‌باشد. 